# Les Monuments d'art et d'histoire de la Suisse

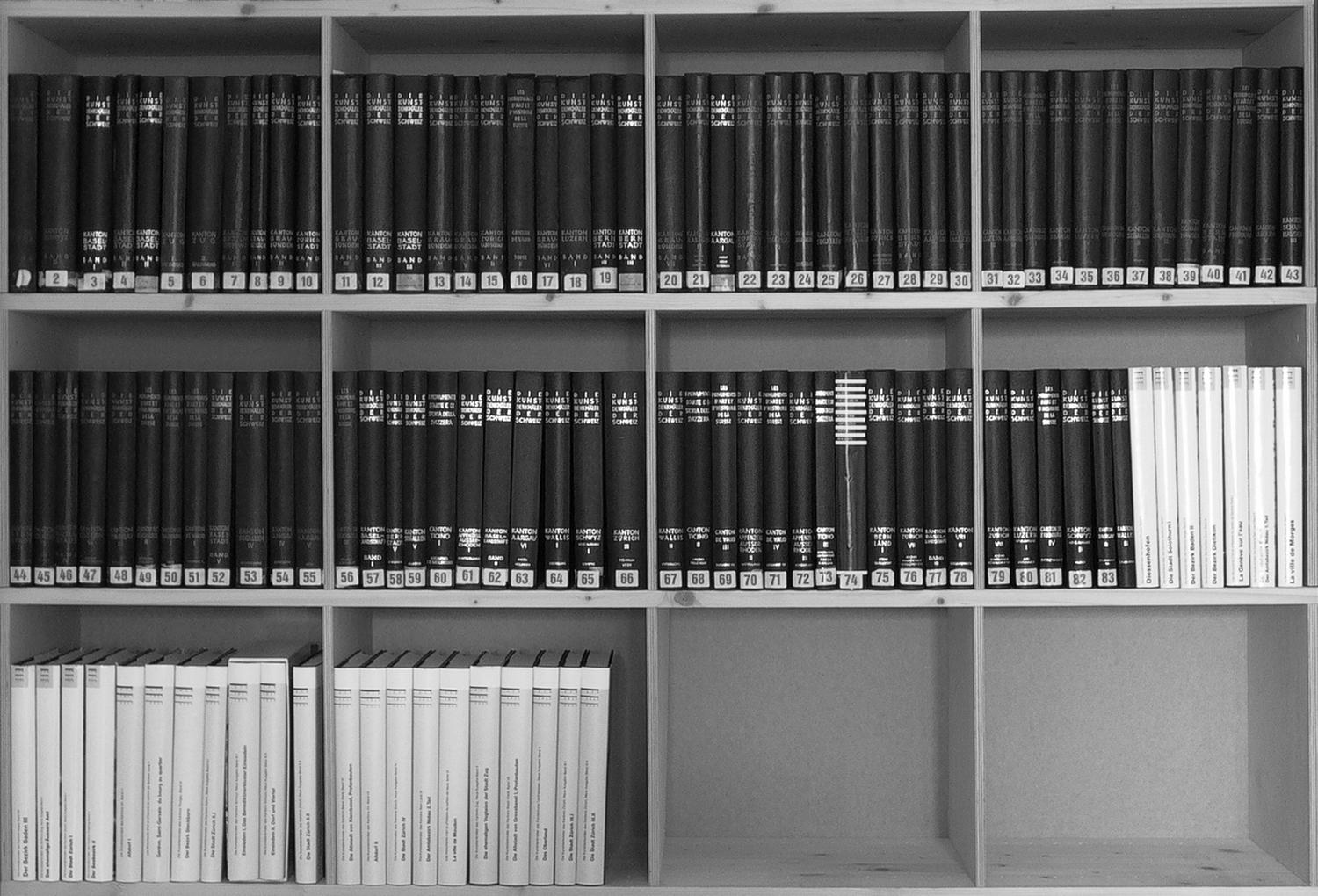
Les volumes déjà parus

Les Monuments d'art et d'histoire de la Suisse (en allemand Die Kunstdenkmäler der Schweiz) est une série d'ouvrages éditée depuis 1927 par la Société d'histoire de l'art en Suisse visant à étudier le patrimoine bâti de la Suisse.
En décembre 2021, 143 volumes de cet inventaire des monuments historiques ont été publiés.

## Structure
L'œuvre, qui se fonde sur une démarche topographique, est subdivisé en séries cantonales. Chaque volume recense le patrimoine architectural de la région traitée et lui consacre une analyse détaillée permettant une comparaison sur le plan national. Le texte de cet inventaire tient compte des données historiques, artistiques et culturelles de chaque époque.
Toute région traitée est introduite par un chapitre général portant sur sa topographie et sur le développement des agglomérations faisant partie du périmètre étudié, suivi par une analyse du patrimoine architectural et artistique. L'inventaire proprement dit, à savoir la documentation des monuments et leur description, suivi d'un appareil critique, constitue la partie principale de l'ouvrage.
Les volumes des Monuments d'art et d'histoire répertorient les monuments édifiés entre la fin de l'Antiquité et le début de l'époque moderne, les années 1920. Les découvertes et les constructions préhistoriques et de l'époque romaine ne sont traitées que dans l'introduction. Lorsque des sites se sont développés de manière continue à partir d'une colonisation survenue dans l'Antiquité ou lorsque des édifices religieux ou civils se dressent sur des sites antiques, une présentation dans la partie principale se justifie. Les extensions après 1920 sont signalées dans la description du site et de sa topographie. Les bâtiments postérieurs à 1920 sont intégrés à l'inventaire lorsqu'ils présentent une importance exceptionnelle ou qu'ils apportent une meilleure compréhension du contexte urbanistique.

## Organisation
La Société d'histoire de l'art en Suisse SHAS et les cantons soutiennent le projet dans le cadre d'un partenariat entre privés et instances officielles[réf. souhaitée], la Confédération n'intervenant qu'à titre subsidiaire. La SHAS pilote l'ensemble du projet et en assume la direction scientifique, une relecture scientifique (peer review), étant effectuée par la commission de rédaction. Elle publie les résultats des recherches dans une série de volumes couvrant l'ensemble de la Suisse. Le travail de recherche et l'inventaire s'effectuent de manière décentralisée, dans chaque canton concerné.

## Histoire
Le projet des Monuments d'art et d'histoire de la Suisse a été lancé en 1920, à l'initiative de la Société d'histoire de l'art en Suisse (qui s'appelait alors « Société suisse pour la conservation des monuments de l'art historique », fondée en 1880 en tant qu'« association pour la conservation des monuments artistiques de la patrie »). Il se fondait sur la Statistique des monuments d'art et d'histoire en Suisse établie en 1872 par Johann Rudolf Rahn (1841-1912). Le premier volume de la série, qui fut rédigé par Linus Birchler, parut en 1927. Il était consacré à trois districts du canton de Schwyz, à savoir Einsiedeln, March et Höfe.
La Statistique des monuments d'art et d'histoire en Suisse fut publiée dès 1872 dans l'Indicateur d'antiquités suisses (Anzeiger für Schweizerische Altertumskunde). Dans un premier temps, les principaux monuments de l'époque romane furent répertoriés dans des listes avant d'être étendus au cours des années 1880, aux bâtiments gothiques. La méthode et les critères de sélection appliqués se basaient sur les premiers inventaires réalisés en France dès le début du XIXe siècle et qui allaient être suivis dès le milieu du siècle des inventaires des monuments historiques en Allemagne, en Autriche et en Angleterre. La statistique atteignit son point culminant dans l'ouvrage de Robert Durrer, lequel documenta le canton d'Unterwald en plusieurs livraisons publiées de 1899 à 1928. L'ouvrage complet, qui comprend 1 168 pages, se distingue nettement des inventaires réalisés à la même époque[réf. souhaitée] en Suisse et à l'étranger sur certains points : il inclut des bâtiments réalisés jusqu'au milieu du XIXe siècle ; les maisons paysannes et autres exemples de la culture rurale sont étudiés selon les mêmes méthodes scientifiques que les édifices religieux et les constructions d'une culture plus élitiste ; l'accent est mis sur la présentation de bâtiments dans leur contexte socio-culturel ; toutes les sources disponibles sont intégrées dans la présentation.
L'ouvrage accompli par Robert Durrera servi de modèle à Linus Birchler pour le premier volume de la série des Monuments d'art et d'histoire de la Suisse. Les auteurs des premiers volumes considéraient avant tout leurs ouvrages comme une histoire régionale à l'attention de la population locale et un recueil de sources pour de futures recherches. À partir des années 1940, cette exigence scientifique fut davantage soulignée et les ouvrages étaient donc de plus en plus destinés à des spécialistes. La limite chronologique plus restreinte fixée par Robert Durrer fut étendue dès 1984[réf. souhaitée], l'inventaire incluant désormais les bâtiments édifiés jusqu'en 1920. L'Inventaire suisse d'architecture 1850-1920 INSA fut réalisé entre 1973 et 2004, afin de compléter les Monuments d'art et d'histoire de la Suisse.

## État d'avancement des travaux

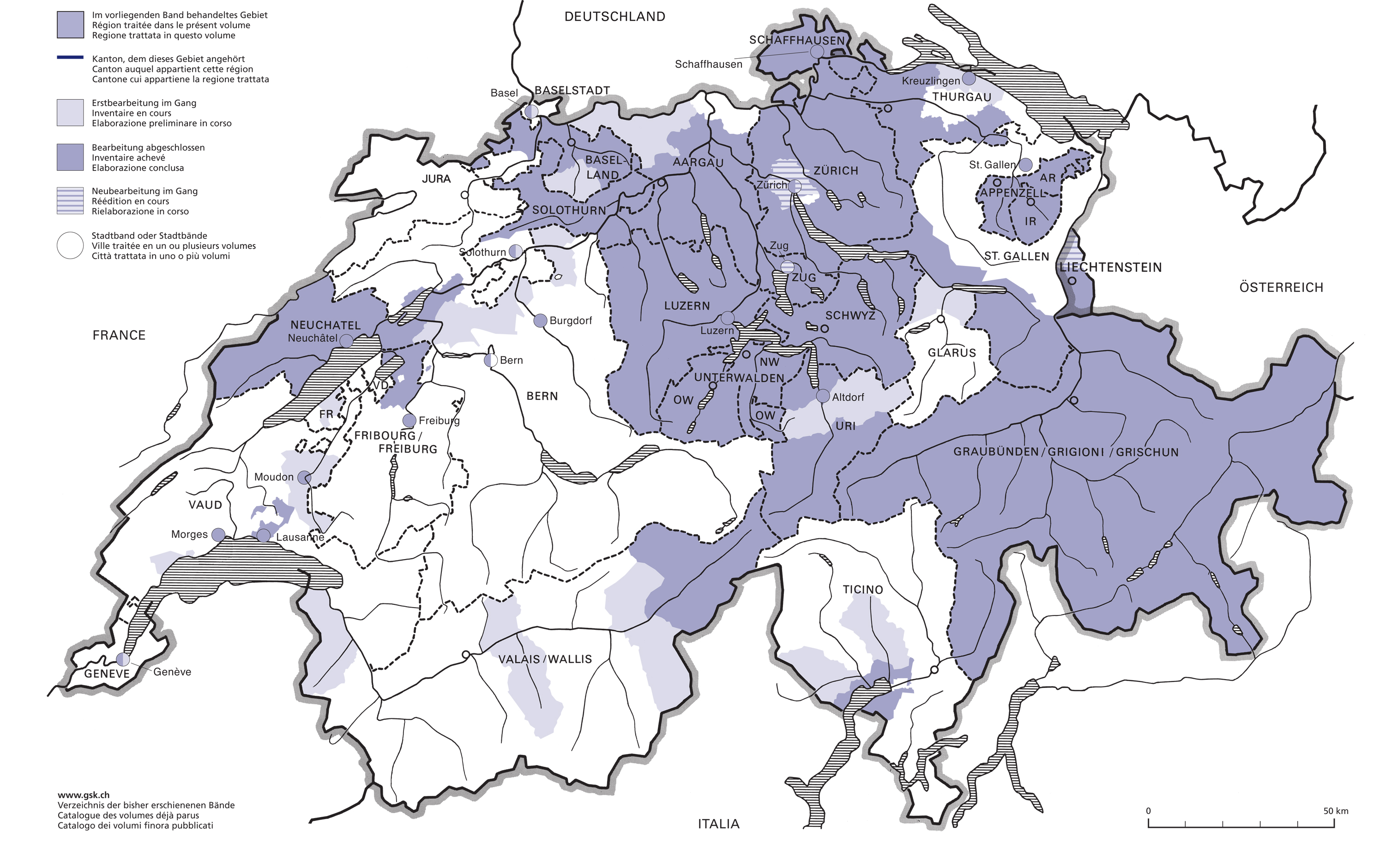
Carte novembre 2010

Cette série de publications a débuté en 1927. En 1950, elle comprenait 24 volumes, 59 en 1970, 83 en 1990 et en 2024, 149 volumes ont paru au total. Chaque volume fait partie de la série qui couvre l'ensemble du territoire suisse; mais l'inventaire est également subdivisé en séries cantonales qui possèdent leur propre numérotation. Lorsque de récentes découvertes scientifiques d'importance majeure sont constatées dans une région ayant déjà fait l'objet d'une publication, celles-ci peuvent être intégrées dans la série des MAHS lors d'une nouvelle édition.
Depuis 2012, les ouvrages de cette série sont disponibles également aux formats numériques PDF et e-pub. Ces versions intègrent une géolocalisation gratuite, du type Google Street View (avec mode satellite et vue de la rue). Ceci permet à l'utilisateur, grâce aux objets signalés par une aiguille, de situer ceux-ci dans leur contexte artistique local. En outre, les e-books ont été pourvus de liens vers les plus importantes bases de données de Suisse, notamment le Dictionnaire historique de la Suisse et le dictionnaire SIKART (Institut suisse pour l'étude de l'art).
En 2024, deux volumes ont été publiés :
- KdS AG XI. Der Bezirk Zurzach I. Aaretal, Surbtal, Kirchspiel Leuggern
- MAH GE VI. Genève, la ceinture Fazyste 1850-1914
| Séries cantonales            | parues (2010) | en cours / planifiées |
| ---------------------------- | ------------- | --------------------- |
| Argovie                      | 11            | 1                     |
| Appenzell Rhodes-Intérieures | 1             | –                     |
| Appenzell Rhodes-Extérieures | 3             | –                     |
| Bâle-Campagne                | 5             | 0                     |
| Bâle-Ville                   | 9             | 6                     |
| Berne                        | 10            | 22                    |
| Fribourg                     | 6             | 8                     |
| Genève                       | 6             | 7                     |
| Glaris                       | 1             | 2                     |
| Grisons                      | 7             | –                     |
| Grisons. Nouvelle édition    | –             | 12                    |
| Jura                         | –             | –                     |
| Lucerne                      | 6             | –                     |
| Lucerne. Nouvelle édition    | 2             | –                     |
| Neuchâtel                    | 3             | 2                     |

| Séries cantonales         | parues (2010) | en cours / planifiées |
| ------------------------- | ------------- | --------------------- |
| Unterwald                 | 1             | –                     |
| Nidwald                   | 0             | 2                     |
| Schaffhouse               | 3             | –                     |
| St-Gall                   | 6             | 6                     |
| Soleure                   | 4             | 4                     |
| Schwytz                   | 2             | –                     |
| Schwytz. Nouvelle édition | 6             | 2                     |
| Thurgovie                 | 9             | 3                     |
| Tessin                    | 4             | –                     |
| Uri                       | 5             | –                     |
| Vaud                      | 8             | 11                    |
| Valais                    | 7             | 10                    |
| Zoug                      | 2             | –                     |
| Zoug. Nouvelle édition    | 2             | 2                     |
| Zurich                    | 9             | –                     |
| Zurich. Nouvelle édition  | 9             | 8                     |

## Liechtenstein
En collaboration avec l'Association historique de la Principauté du Liechtenstein, la Société d'histoire de l'art en Suisse est également responsable de l'élaboration des Monuments d'art et d'histoire de la Principauté du Liechtenstein. Ces ouvrages sont conçus sous la forme d'une série spéciale, mais ils s'inscrivent néanmoins dans la continuité de la collection suisse, du fait des méthodes employées pour le traitement des objets étudiés. Un premier volume spécial rédigé par Erwin Poeschel date de 1950. Depuis 1999, Cornelia Herrmann entreprend un second inventaire en deux volumes qui a été terminé en 2013. A la différence de la série suisse, la nouvelle édition des Monuments d'art et d'histoire de la Principauté du Liechtenstein intègre systématiquement les monuments et les objets contemporains[réf. souhaitée].

## Sources
- (de) Cet article est partiellement ou en totalité issu de l’article de Wikipédia en allemand intitulé « Die Kunstdenkmäler der Schweiz » (voir la liste des auteurs).